# Meunasah Dayah Lb
Meunasah Dayah Lb is een bestuurslaag in het regentschap Aceh Utara van de provincie Atjeh, Indonesië. Meunasah Dayah Lb telt 1593 inwoners (volkstelling 2010).